# Temporada de furacões no oceano Atlântico de 1972
A temporada de furacões no Atlântico de 1972 foi um evento no ciclo anual de formação de ciclones tropicais. A temporada começou em 1 de junho e terminou em 30 de novembro de 1972. No entanto, a formação da tempestade subtropical Alpha marcou o início antecipado da temporada ao se formar em 23 de maio. Estas datas delimitam convencionalmente o período de cada ano quando a maioria dos ciclones tropicais tende a se formar na bacia do Atlântico.
A atividade da temporada de furacões no Atlântico de 1972 ficou bem abaixo da média, com um total de 7 tempestades dotadas de nome e três furacões, sendo que nenhum destes atingiu a intensidade igual ou superior a um furacão de categoria 3 na escala de furacões de Saffir-Simpson.

## Season summary

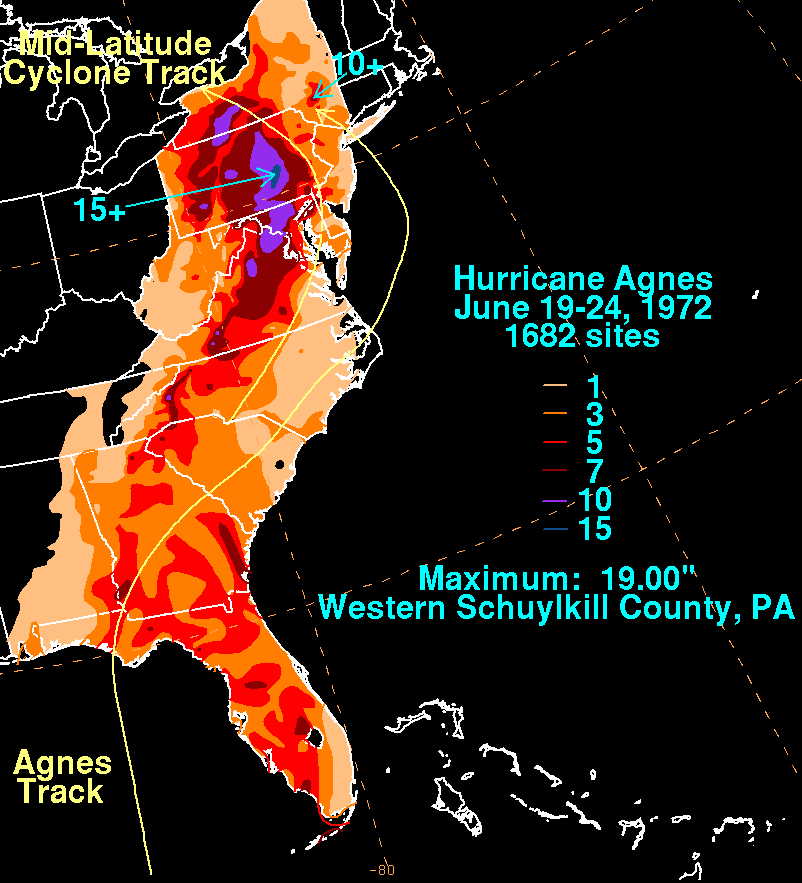
Precipitação de Furacão Agnes nos Estados Unidos da América

Em meados de junho, o furaçao Agnes atingiu a costa do golfo dos Estados Unidos, causando mais de 3 bilhões de dólares em prejuízos. Agnes foi na época o furacão mais custoso da história. No final de agosto e início de setembro, a tempestade tropical Carrie seguiu paralelamente à costa leste americana, causando mais de 1,2 milhões de dólares em danos.

### Outros sistemas

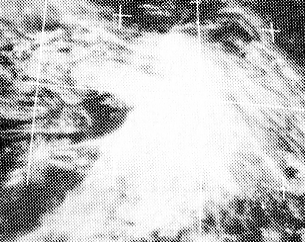
Depressão tropical a este do Furacão Agnes em 19 de junho de 1972, às 1619 UTC

## Nomes das tempestades
Os nomes abaixo foram usados para dar nomes às tempestades que se formaram no Atlântico Norte em 1972.
| - Agnes - Betty * - Carrie - Dawn - Edna (sem usar) - Felice (sem usar) - Gerda (sem usar) | - Harriet (sem usar) - Ilene (sem usar) - Jane (sem usar) - Kara (sem usar) - Lucile (sem usar) - Mae (sem usar) - Nadine (sem usar) | - Odette (sem usar) - Polly (sem usar) - Rita (sem usar) - Sarah (sem usar) - Tina (sem usar) - Velma (sem usar) - Wendy (sem usar) |

A temporada de 1972 foi a primeira temporada a usar o alfabeto fonético da OTAN para designar nomes a tempestades subtropicais. Os seguintes nomes foram disponibilizados para nomear tempestades subtropicais em 1972.
| - Alpha - Bravo * - Charlie - Delta - Echo (sem usar) - Foxtrot (sem usar) - Golf (sem usar) | - Hotel (sem usar) - India (sem usar) - Juliet (sem usar) - Kilo (sem usar) - Lima (sem usar) - Mike (sem usar) - November (sem usar) | - Oscar (sem usar) - Papa (sem usar) - Quebec (sem usar) - Romeo (sem usar) - Sierra (sem usar) - Tango (sem usar) - Uniform (sem usar) | - Victor (sem usar) - Whiskey (sem usar) - X-Ray (sem usar) - Yankee (sem usar) - Zulu (sem usar) |

* Mesmo sistema.
Devido aos efeitos do furacão Agnes, seu nome foi retirado.

## Efeitos sazonais
Esta é uma tabela das tempestades em 1972 e seu desembarque(s), se houver. As mortes entre parênteses são adicionais e indiretas (um exemplo de morte indireta seria um acidente de trânsito), mas ainda estão relacionadas com tempestades. Danos e mortes incluem totais enquanto a tempestade era extratropical ou uma onda ou baixa.
| Nome                | Datas ativo                     | Classificação máxima   | Velocidade de vento sustentados | Pressão              | Áreas afetadas                                                       | Danos (USD)    | Fatalidades | Refs              |
| ------------------- | ------------------------------- | ---------------------- | ------------------------------- | -------------------- | -------------------------------------------------------------------- | -------------- | ----------- | ----------------- |
| Alpha               | 23 de maio – 29 de maio         | Tempestade subtropical | 70 mph (110 km/h)               | 991 hPa (29.3 inHg)  | Sudoeste dos Estados Unidos                                          | $100 000       | 2           | [ 2 ] [ 3 ]       |
| Agnes               | 14 de junho – 23 de junho       | Furacão Categoria 1    | 85 mph (140 km/h)               | 977 hPa (28.9 inHg)  | Península de Yucatán, western Cuba, Leste dos Estados Unidos, Canadá | $2 100 000 000 | 128         | [ 4 ] [ 5 ] [ 6 ] |
| Sem número          | 19 de junho – junho 20          | Depressão tropical     | 30 mph (45 km/h)                | Desconhecido         | Nenhum                                                               | Nenhum         | Nenhum      |                   |
| Sem número          | 10 de julho – 12 de julho       | Depressão tropical     | 30 mph (45 km/h)                | Desconhecido         | Carolina do Norte                                                    | Nenhum         | Nenhum      |                   |
| Sem número          | 16 de julho – 20 de julho       | Depressão tropical     | 30 mph (45 km/h)                | Desconhecido         | Nenhum                                                               | Nenhum         | Nenhum      |                   |
| Sem número          | 31 de julho – 3 de agosto       | Depressão tropical     | 30 mph (45 km/h)                | Desconhecido         | Nenhum                                                               | Nenhum         | Nenhum      |                   |
| Sem número          | 5 de agosto – 7 de agosto       | Depressão tropical     | 30 mph (45 km/h)                | Desconhecido         | Senegal                                                              | Nenhum         | Nenhum      |                   |
| Sem número          | 12 de agosto – 15 de agosto     | Depressão tropical     | 30 mph (45 km/h)                | Desconhecido         | Nenhum                                                               | Nenhum         | Nenhum      |                   |
| Sem número          | 16 de agosto – 18 de agosto     | Depressão tropical     | 30 mph (45 km/h)                | Desconhecido         | Cabo Verde                                                           | Nenhum         | Nenhum      |                   |
| Betty (Bravo)       | 22 de agosto – 1 de setembro    | Furacão Categoria 2    | 105 mph (165 km/h)              | 976 hPa (28.8 inHg)  | Nenhum                                                               | Nenhum         | Nenhum      |                   |
| Carrie              | 29 de agosto – 3 de setembro    | Tempestade tropical    | 70 mph (110 km/h)               | 993 hPa (29.3 inHg)  | Região Nordeste dos Estados Unidos                                   | $1 780 000     | 4           | [ 7 ]             |
| Sem número          | 3 de setembro – 5 de setembro   | Depressão tropical     | 30 mph (45 km/h)                | Desconhecido         | Nenhum                                                               | Nenhum         | Nenhum      |                   |
| Dawn                | 5 de setembro – 14 de setembro  | Furacão Categoria 1    | 80 mph (130 km/h)               | 997 hPa (29.4 inHg)  | Sudoeste dos Estados Unidos, Médio Atlântico                         | Menor          | Nenhum      |                   |
| Charlie             | 19 de setembro – 21 de setembro | Tempestade subtropical | 65 mph (100 km/h)               | 996 hPa (29.4 inHg)  | Nenhum                                                               | Nenhum         | Nenhum      |                   |
| Sem número          | 20 de setembro – 24 de setembro | Depressão tropical     | 30 mph (45 km/h)                | Desconhecido         | Nenhum                                                               | Nenhum         | Nenhum      |                   |
| Sem número          | 1 de outubro – 3 de outubro     | Depressão tropical     | 30 mph (45 km/h)                | Desconhecido         | Nenhum                                                               | Nenhum         | Nenhum      |                   |
| Sem número          | 5 de outubro – 15 de outubro    | Depressão tropical     | 35 mph (55 km/h)                | Desconhecido         | Nenhum                                                               | Nenhum         | Nenhum      |                   |
| Sem número          | 16 de outubro – 20 de outubro   | Depressão tropical     | 30 mph (45 km/h)                | Desconhecido         | Nenhum                                                               | Nenhum         | Nenhum      |                   |
| Delta               | 1 de novembro – 7 de novembro   | Tempestade subtropical | 45 mph (75 km/h)                | 1001 hPa (29.6 inHg) | Nenhum                                                               | Nenhum         | Nenhum      |                   |
| Totais da temporada |                                 |                        |                                 |                      |                                                                      |                |             |                   |
| 19 sistemas         | 23 de maio – 7 de novembro      |                        | 105 mph (165 km/h)              | 976 hPa (28.82 inHg) |                                                                      | $2 101 880 000 | 134         |                   |